# Resistance 2
Resistance 2 är ett science fiction first person shooter tv-spel till PlayStation 3. Spelet släpptes den 4 november 2008 i USA, den 13 november i Japan, den 26 november i Skandinavien och den 28 november i resten av Europa. Det utvecklades av Insomniac Games, och gavs ut av Sony Computer Entertainment. Resistance 2 är uppföljaren till det första spelet, Resistance: Fall of Man.
I Resistance 2 har kimeran startat en fullskalig invasion vid både väst- och östkusten av USA och sprider sig runt hela den amerikanska kontinenten. Nathan Hale går med i en specialstyrka vid namn 'Väktarna', vilket är en grupp soldater som är immuna mot kimeraviruset. Tillsammans med dem försöker Hale att stoppa kimerans framfart i Nordamerika och dessutom kämpa emot sitt eget kimeravirus som härjar i hans kropp och sinne.

## Gameplay
Spelet innehåller 12 nya kimerafiender. Bland dessa finns
- "Kameleonten", en stor farlig fiende som kan kamouflera sig själv totalt och kan döda spelaren med ett enda slag.
- "Grimare", en säregen kimerahybrid. De attackerar i flockar eller brister ut från kokonger när man kommer nära dessa. Eftersom de inte är försedda med kylsystem som andra hybrider så har de en kort livslängd på bara några timmar: deras primära mål är att endast tjäna som stormtrupper.
- "Furier", en fiende som lurar i vatten. Om man hoppar i vatten som det finns furirer i så dödar de den hjälplösa spelaren genom att äta upp den.
- "Härjare", en stor fiende som har en sköld och slår vilt mot spelaren. Härjarna är också försedda men ett vapen som skjuter gröna energikulor, samt ett vapen som skjuter skadliga plasmastrålar.
- "Robotar", flygande sök-och-förstör automatiserade robotar som är byggda av kimeran.

Fiender som "Stalker" och "Hybriden" återkom från förra spelet, med vissa nya modifieringar.
L23 Fareye, Bullseye, M5A2 Folsom Carbine, Auger, LAARK, och Rossmore 236 återkom från Resistance: Fall of Man med några modifikationer. Till exempel att en Bullseye kan placera ut en "målsökarpunkt" som lockar till sig alla skott. Nya vapen är bland annat ett halvautomatiskt prickskyttegevär som kallas för "Prickskytten", en .44 Magnum revolver med explosiva patroner som en sekundär eldgivning, en kulspruta vid namn; "Vålnaden", som har en sekundär eldgivning där en kimeriansk sköld uppstår som skyddar spelaren, och "Splitsaren", som är ett gevär med ett stort cirkelformat blad på den främre delen som spelaren kan starta så att bladet börjar snurra och överhettas för att sedan skickas iväg i alla riktningar och som då dödar alla fiender omkring spelaren. Resistance 2 var en av de första spel som hade stöd för PS3 trophies.
Till skillnad från det första spelet, där spelaren kunde bära på alla vapen samtidigt, så kan spelaren bara bära minst två vapen i Resistance 2, samt ett begränsat antal granater. Resistance 2 har dessutom ingen hälsomätare i enspelarläget, men använder sig istället av ett automatiskt regenerationssystem, vilket innebär att spelaren måste hålla sig undan skottlinjen för att kunna hela sig själv på nytt.
Resistance 2 innehåller två olika former av multiplayer: Samarbete och Tävling. Båda lägena går ut på att spelaren ska få poäng och låsa upp olika slags utmärkelser.

### Samarbete
Till skillnad från spelets föregångare erbjuder Resistance 2 inte ett samarbetsläge för enspelarkampanjen. Samrbetsläget har en separat kampanjläge som löper parallellt med enspelarkampanjen. Detta kooperativa kampanjläge stödjer allt från två till åtta spelare, och varje spelare tar rollen som en medlem inom en grupp vid namn "Team Specter", ett specialförband som specialiserar sig på att skaffa sig Grå teknik och andra främmande föremål. Spelaren har som uppgift att slutföra ett flertal mål runtom hela spelkartan, och samtidigt besegra flera horder av kimerastyrkor. Styrkan bland fiendens trupper varierar, baserat på antalet spelare och deras skicklighetsnivåer. Spelarnas lagarbete är en mycket betydande faktor under hela kampanjen, eftersom väldiga kimerastyrkor kommer snabbt att övermanna spelarna och försöka döda dem. Om alla spelarna skulle dö så avslutas hela kampanjen.
Det finns tre klasser som spelaren kan välja mellan: Soldat - som utstår mest skada och som går på spetsen i varje anfall, Specialstyrka – specialtränade soldater som skjuter fiender från långt håll och som också bär på ammunitionslådor, och Sjukvårdare – som kan omvandla skada som de tillfogat fiender till hälsa åt dennes lagkamrater.

### Tävling
Tävlingsläget har stöd för upp till 60 spelare, det högsta antalet spelare för alla onlinespel till Playstation 3 vid tiden då Resistance 2 släpptes. Fyra flerspelarlägen finns tillgängliga: Deathmatch, Team Deathmatch, Capture the Flag (Kärnkontroll) och Härdsmälta. Spelarna delas upp i grupper om fem och delta i målbaserade strider. Man kan spela som antingen människa eller kimera, och få välja sitt eget vapen och utrustning före och under ett matchspel.
Det finns ett nytt tillägg till muliplayer, vid namn bärsärk, som ersätter Rage Mode från Resistance: Fall of man. Bärsärken ger spelarna en extra fördel, som ett nytt vapen eller ytterligare hälsa, men endast under en kort tid. Detta läge kan endast nås om spelaren når en obligatorisk poängstatus, då man har dödat ett visst antal motståndarspelare under en match.
Det finns en mängd olika kampanjbaserade spelkartor i olika storlekar, där spelaren kan välja sina önskemål. Skräddarsydda matcher (Custom Games) har också kommit tillbaka, men till skillnad från Resistance: Fall of Man så kan inte spelare få poäng. Rankingen är också identisk med den i Resistance: Fall of Man. Spelare förbättras när man låser upp ett eller flera av spelets 60 militära grader, som går från menig till överbefälhavare. När vissa grader låses upp får spelare låsa upp "skinn" och olika bärsärkslägen.

## Handling
Resistance 2 är en direkt fortsättning på Resistance: Fall of Man och börjar med att en V-22 Osprey tar Nathan Hale till basen Dan Aric Johnson Air Force Base i Island. Hale gör först motstånd mot soldaterna tills en av dem drar sin pistol och säger till honom att lugna ner sig vilket han då gör. När Hale anländer till basen upptäcker han att det finns andra som han, personer som är immuna mot kimeraviruset och som har blivit sammanförda från hela världen av "SRPA". Alla leds av den amerikanska majoren Richard Blake, chef för "avancerade taktiska operationer". Deras uppdrag är att försvara en av de fem länderna som ännu inte har blivit ockuperade av kimeran. De männen kallas för "Väktarna", vilket är en specialstyrka vars medlemmar är delvis immuna mot kimeraviruset, precis som Hale. Hale och Blake hittar den ryska vetenskapsmannen Fjodor Malikov, som arbetar inom SRPA och som undersöker kimeraviruset. Basen attackeras sedan av de kimerianska styrkorna. Hale stöter på en Daidalos, en otroligt kraftfull kimeravarelse, som sedan plötsligt flyr. Väktarna flyr då till basen SRPA 3 i San Francisco.
Två år senare blir Hale befordrad till löjtnant. Han går senare med i Team Echo, en grupp av väktare som består av Sergeant Benjamin Warner, korpral Joseph Capelli och sprängexpert Aaron Hawthorne. Den 15 maj 1953 startar kimeran en fullskalig luftburen attack vid både väst- och ostkusten av USA. Hale, Malikov, Blake och de flesta andra SRPA-soldater blir attackerade i basen i San Francisco efter att kimeriska styrkor attackerat hela staden. De flyr från förintelsen efter att Hale dödar en kimerahavsmonster, känd som "Kraken". De flyr till staden Orick, Kalifornien, för att med hjälp av ett kimeraslagskepp förvalta sig ombord i ett stort kimeraslagskepp, som var skadat under striderna i San Francisco, för att skaffa vidare information om kimerans krigsplaner. De förstör sedan slagskeppet från insidan via sprängladdningar, men efter sin flykt skjuts de ner och kraschlandar nära Twin Falls, Idaho.
Hale och väktarna slår senare framgångsrikt tillbaka en kimeraflotta med hjälp av stadens två destruktiva försvarstorn. Efteråt dödar Hale en jättelik kimeravarelse känd som "Moderspinnaren". Hale vägrar att återvända till Richard Blake och tar istället med en trupp till "Station Genesis" i Bryce Canyon, Utah. Där räddar Hale Malikov och Malikov förklarar för honom att denne Daidalos var en gammal sorts kimeravarelse, och att denne en gång var mänsklig. Hans namn var Jordan Adam Sheppard, som tillsammans med Hale hade varit en del av Project Abraham, en militäroperation som syftar till att försöka skapa kimera-mänskliga hybrider. Sheppard var en del av Malikovs tester, och en av de två (den andre är själve Hale) injicerades med ren kimeraDNA som han faktiskt överlever av. Men till skillnad från Hale hade Sheppards injektion muterat sin kropp till en knappt mänsklig form av sig själv. Han blev så småningom en Daidalos: en kimera som hade kunskaper om kimerans ursprung och mål, samt förmågan att kontrollera dess arméer.
Efter att ha återhämtat Malikov, reser Hale, Team Echo och några SRPA-soldater till Chicago för att deaktivera en av flera aktiverade kimeratorn, eftersom dessa torn är nyckeln till kimeras planer för jorden. En stor del av Chicago har skadats eller förstörts, och stadens befolkning har antingen evakuerats, dödats eller förvandlats till Kimera. Efter en hård kamp genom staden, där Hale bl.a. dödar ett 300 fot långt kimeramonster, känd som "Leviatan", kunde Malikov deaktivera den. Men sedan upptäcker de att tornet omaktiveras av Daidalos. Det enda sättet att stänga ner den var att resa dit där han var, på Island. Team Echo och andra SRPA-soldater genomför ett angrepp mot Islands kimeratorn, men hamnar sedan i en fälla där många av deras styrkor går förlorade. Hale och Team Echo kommer sedan in i tornet, där Daedalus väntar dem. Under sin tid i tornet dödas Warner och Hawthorne av Daedalus, och Hale får ett hårt hugg i magen av Daedalus och blir medvetslös. Men Capelli finner hans kropp och räddar hans liv. Hale vaknar sedan upp ur en sex veckors lång koma i ett fältläger i Cocodrie, Louisiana.
Under Hales koma har Kimeran besegrat hela det amerikanska försvaret, dödat över 80 miljoner människor och tvingar de kvarlevande 3 miljoner människor till USA:s sista fäste i Baton Rouge, Louisiana, och deras förråd håller på att ta slut. Ännu värre var det för Hale eftersom han inte gick på en inhibitorbehandling, vilket han behövde. Hans kropp hade dukat under för hans virus och han hade bara 3 timmar kvar innan det helt och hållet tar hela hans kropp och sinne. Tiden är knapp.
Hale beslutar att använda sin sista tid för att delta i en attack mot en kimeraflotta som nu svävar ovanför Mexikanska golfen runt Chicxulubkratern på Yucatánhalvön. Han ska tillsammans med andra SRPA-soldater leverera en fissionsbomb på flottans flaggskepp. Men Blake och hans trupp, som tagit stridsspetsen mot flaggskeppets centrala reaktor, dödas och fissionsbomben har tagits av kimeriska styrkor. Hale gör sin egen väg till fissionsbomben men möter sedan Daedalos och lyckas döda honom. Men när Hale rör Daedalus döda kropp överväldigas han plötsligt av starka telekinetiskaska förmågor. Efter att ha aktiverat fissionsbomben flyr Hale med Capelli: den resulterande explosionen förstör hela kimeraflottan och en chockvåg får Hale och Capellis skepp att kraschlanda.
Capelli går ut från farkosten och ser att himlen har färgats röd med ett antal förstörda planetsfärer som syns tydligt från rymden, som Hale tittar förundrat på. Hale vänder sig om och Capelli ser att han har nästan blivit helt uppslukad av viruset. Capelli har nu inget annat val än att avliva honom genom att skjuta honom i huvudet.

## Utveckling
Spelet blev officiellt utannonserat i februari 2008 i speltidningen Game Informer, där det stod att spelet skulle släppas någon gång i november 2008. Den första trailern hade sin debutvisning den 11 april 2008 på Gametrailers TV, där Hale säger att han bara har 19 timmar kvar att leva. Den 13 juni 2008 sågs gameplay från spelet för första gången på Gametrailers TV.
Resistance 2 visades på Sonys presskonferens vid E3 2008. Där visades bland annat en bosstrid mot den första bossen i spelet. Journalister kunde spela spelets multiplayer på mässan och delar av single player-kampanjen visades i Sonys lounge.
Spelet var tänkt att ha ett vapen som kallades för Tapper, som kunde skjuta tuber och när den skulle träffa fienden skulle det skapas en "blodfontän". Den idén togs senare bort från spelet.
Den 16 oktober 2008 startade Insomniac Games en öppen beta. Ett sätt att få tag på den kod som man behövde för att ladda ner betan var att förhandsboka Resistance 2 hos GameStop. När betan var tillgänglig fick de personer som hade förhandsbokat spelet ett mejl som innehöll information om hur de skulle ladda ner och installera betan. Mejlen skickades ut den 16 oktober, dock fick flera personer inte detta mejl förrän flera dagar senare.
Resistance 2-betan var uppe tills den 24 oktober i USA och var uppe tills den 13 november i resten av världen. Den var 2,2 GB stor och innehöll 3 stycken multiplayerbanor som var; San Francisco, Orick och Chicago. Spelaren kunde spela antingen i online co-op för åtta stycken spelare eller i online competitive matcher för upp till sextio stycken spelare.

## Marknadsföring

### Viral marknadsföring
Den virala marknadsföringen pågick främst under mitten av juli till slutet av augusti 2008 och centrerade runt Project Abraham.com. Den 28 augusti gjordes uppdateringar på webbplatserna Project Abraham, America first America only och Get a War Job som visade att platserna där webbsidorna utspelar sig har blivit attackerade av fienden eller/och övergivna av gruppen som befinner sig där. Man kan dock fortfarande se på de videoklipp och dokument som släpptes under marknadsföringen på Project Abraham. Notera även att alla av dessa webbplatser är baserade i november-december 1950, vilket är åtta månader före det som utspelar sig i Resistance: Fall of Man.

#### Project Abraham
Project Abraham är ett fiktivt topphemligt militärt projekt startat av den amerikanska regeringen och är under jurisdiktion av USA:s försvarsdepartement.
Från början var specifika detaljer om anledningen med projektet väldigt få och mystiska, men med tidens gång blev mer och mer innehåll tillagt på webbplatsen (i enighet med utvecklingen av projektet) som avslöjar att anledningen bakom projektet är att hitta ett botemedel eller ett vaccin mot kimeraviruset (vilket kallas av projektets personal: "The European Influenza", på svenska: Den Europeiska Influensan), genom att först injicera ett antiserum i frivilliga soldater för att sedan injicera kimeraviruset på testpersonen för att se hur de reagerar. Nästa fas är att samla ihop alla soldater som har blivit immuna mot viruset till en elit specialstyrka med kodnamnet 'Väktarna'.
Huvudpersonerna är Doktor Cassandra "Cassie" Aklin som är filosofie doktorn för projektet och de sju frivilliga soldaterna som är;
- Kapten Frank Anthony Gennaro
- Löjtnant Glenn Albert Khaner
- Löjtnant Kenneth Danby
- Sergeant Nathan Hale
- Sergeant Channing Brown
- Sergeant Keith Todd Oster
- Menige Joseph Capelli

Det finns olika videoklipp och filer som visar personalens personliga situationer med projektet. Soldaterna har detaljerade personliga profiler som har samlats ihop av Aklin. Där avslöjas mycket om Hales historia, familj och militärkarriär.
Sex av de sju soldaterna blev utvalda för injektion. Alla soldater dog förutom följande personer; Capelli, som blev injicerad först, föll in i ett koma och fördes till en annan militärbas i Utah för observation, Hale, som var den enda injicerade soldaten som klarade sig helskinnad ska nu tjänstgöra i Storbritannien (vilket leder in till Resistance: Fall of Man) och Danby, som i slutändan inte behövde delta i projektet eftersom han förflyttades till basen "Station Genesis".

#### Andra webbplatser
America first America only är webbplatsen för den fiktiva gruppen "Alliance for American Autonomy". Alliansen är en grupp av vänsterextremister som försöker avslöja den amerikanska regeringens alla hemligheter till offentligheten. Sidan visar ett litet mörkt område med en skrivmaskin och ett kontor med nyhetspapper, alliansens nyhetsbrev, filskåp och så vidare. Alliansens nyhetsbrev släpptes varje fredag under marknadsföringsperioden. När en ny artikel släpptes hamnade de gamla i filskåpen och kan visas när som helst. Nyhetsbreven får mest information från agenter, personer som har lagt ut SrpaNet-koder genom tipslådan som finns i rummet. Numera har platsen undersökts och ett brev som ser ut att skrivits i brådska hänger på väggen.
Get A War Job är den tredje webbplatsen och kan kommas åt direkt genom Project Abraham. Den är numera nedbränd, men innan det hände visades en skrivmaskin tillsammans med för- och emot-krigsposters, kort, broschyrer och ett dokument där man kunde fylla i om sina personuppgifter.
SrpaNet är den fjärde webbplatsen och är den enda sidan som fortfarande inte är på något sätt förstörd. Det är ett gammalt datorprogram som används av personalen på Project Abraham och USA:s regering. Hittills har gömda och öppna koder hittats på olika platser på Project Abraham. Koderna öppnar gömda dokument och bilder som relaterar till kimeran och vad som är känt om dem.

### Collector's Edition
En specialutgåva (Collector's Edition) annonserades i början av september 2008 av Insomniac Games. Den innehöll en actionfigur, en bok med olika målade bilder från spelet, ett exklusivt "skin" för multiplayer (HVAP Wraith) och en DVD med bonusmaterial. I DVD:n fanns filmerna America Lost Forever och Shattered History, en förhandstitt på den kommande boken Resistance: The Gathering Storm och en digital kopia av det första numret av den kommande serietidningen. Specialutgåvan släpptes endast i Nordamerika.

## Mottagande
| Mottagande | Mottagande    |
| Samlingsbetyg | Samlingsbetyg |
| Tjänst | Betyg         |
| --- | ------------- |
| Gamerankings | 87%           |
| Metacritic | 87/100        |
| Recensionsbetyg |               |
| Publikation | Betyg         |
| 1UP.com | B+            |
| Eurogamer | 9/10          |
| Gamepro | 4/5           |
| Gamespot | 9/10          |
| Gamespy | 4,5/5         |
| Gametrailers | 9,1/10        |
| IGN | 9,5/10        |
| X-Play | 5/5           |
| \| Utmärkelser \| Utmärkelser \| \| ---------------------------------------------------- \| ----------- \| \| Bästa shooter för Playstation 3 på E3 2008, IGN \| \| \| Bästa muliplayer för Playstation 3 på E3 2008, IGN \| \| \| Bästa shooter för Playstation 3 2008, IGN \| \| \| Bästa Online Multiplayer för Playstation 3 2008, IGN \| \| \| Bästa Onlinespel på E3 2008, GameTrailers \| \| \| Bästa First-Person Shooter på E3 2008, GameTrailers \| \| \| Bästa First-Person Shooter 2008, GameTrailers \| \| \| Bäst förbättrad uppföljare 2008, GameSpot \| \| |               |
| Utmärkelser |               |
| Bästa shooter för Playstation 3 på E3 2008, IGN |               |
| Bästa muliplayer för Playstation 3 på E3 2008, IGN |               |
| Bästa shooter för Playstation 3 2008, IGN |               |
| Bästa Online Multiplayer för Playstation 3 2008, IGN |               |
| Bästa Onlinespel på E3 2008, GameTrailers |               |
| Bästa First-Person Shooter på E3 2008, GameTrailers |               |
| Bästa First-Person Shooter 2008, GameTrailers |               |
| Bäst förbättrad uppföljare 2008, GameSpot |               |

Resistance 2 har fått ett i allmänhet gynnsamt mottagande av kritiker. Spelet fick betyget 9/10 från det officiella Playstation magasinet, 9,5/10 från IGN, och 8/10 från GameRac. IGN hyllade särskilt Resistance 2:s single player-kampanj och multiplayer-läget, såväl som storleken och detaljerna av banorna. De skrev även att boss-striderna kommer att "få dig att tappa hakan".
Andra recensioner inkluderar Gameplayers recension, som gav spelet 9/10, NZGamers recension, som gav spelet betyget 9,2/10, Gamepros recension, som gav Resistance 2 betyget 4/5 där de påstod att spelet var "större, ondare och bättre än det första spelet (Resistance: Fall of Man)", X-Plays recension, som gav spelet betyget 5/5 samt Gametrailers recension, där de gav Resistance 2 betyget 9,1/10.

## Engelska röster
- Nathan Hale - David Kaye
- Richard Blake - Troy Baker
- Dr. Malikov - Greg Ellis
- Joseph Capelli - David Boat
- Benjamin Warner - Khary Payton
- Daedalus - Robin Atkin Downes
- Henry Stillman - Marc Mailand
- Black Ops-soldat - Travis Willingham
- Black Ops-soldat - Rick Pasqualone
- BOP7 - Grant George
- Brittisk soldat - Gideon Emery

## Svenska röster
I Sverige dubbades rösterna i spelet till svenska av Eurotroll. Spelet har dessutom dubbats på danska, norska och finska.
- Nathan Hale - Johan Hedenberg
- Richard Blake - Gunnar Ernblad
- Dr. Malikov - Hasse Jonsson
- Joseph Capelli - Ole Ornered
- Benjamin Warner - Torsten Wahlund
- Aaron Hawthorne - Kim Sulocki
- Daedalus - Per Sandborgh
- Henry Stillman - Nick Atkinson
- Operator 1 - Nick Atkinson
- Operator 2 - Leo Hallerstam
- Operator 3 - Anton Raeder
- Pilot 1 - Niclas Wahlgren
- Pilot 2 - Gunnar Ernblad
- BOP1/SOL1 - Niclas Wahlgren
- BOP2/SOL2 - Peter Sjöquist
- BOP3/SOL3 - Joakim Jennefors
- BOP4/Victor2 - Göran Berlander
- BOP5/PADD - Steve Kratz
- BOP6/SOL6 - Anders Öjebo
- BOP7/SOL7 - Dick Eriksson
- BOP8/SOL8 - Jonas Bergström
- BOP9/SOL9 - Mattias Knave
- BOP10/SOL10 - Stephan Karlsén
- Xray 1 - Steve Kratz